# Éder Militão
Éder Gabriel Militão Pinheiro (Sertãozinho, São Paulo, 18 de enero de 1998) es un futbolista brasileño que juega de defensa en el Real Madrid C. F. de la Primera División de España.

## Trayectoria

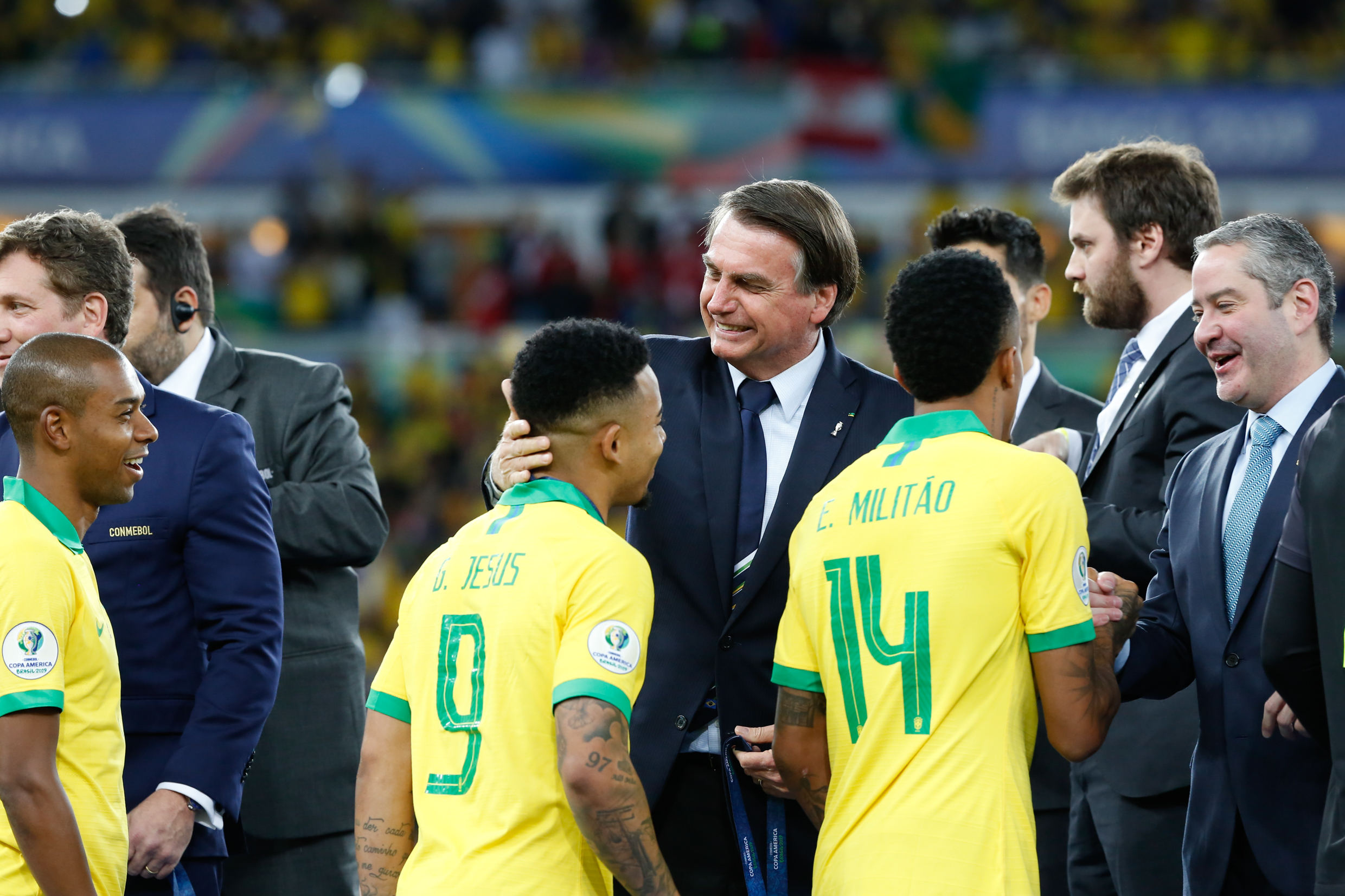
Militão en la etapa final de la copa América.

### Inicios
Militão se formó en las categorías inferiores del São Paulo, jugando como lateral derecho, desde 2010. Su debut en Série A con el primer equipo se produjo, contra el Cruzeiro Esporte Clube, el 14 de mayo de 2017. Tras disputar únicamente 57 partidos y marcar cuatro goles con el equipo paulista, fue traspasado al FC Porto de Portugal.

### Porto
En verano de 2018, y tras tener ofertas de otros clubes importantes, firmó con el FC Porto que pagó 4 millones de euros por el traspaso. Tras una rápida adaptación al puesto de defensa central, el 28 de noviembre marcó su primer gol en Liga de Campeones en un triunfo por 3 a 1 ante el Schalke 04. En febrero fue elegido como mejor defensa de la Liga Nos por cuarto mes consecutivo.

### Real Madrid
El 14 de marzo de 2019 el Real Madrid anunció su fichaje, efectivo a partir del 1 de julio de 2019, a cambio de 50 millones de euros. Hizo su debut con el club el 14 de septiembre,tras sustituir a Sergio Ramos, en el Estadio Santiago Bernabéu en la victoria por 3-2 frente al Levante Unión Deportiva. Jugó 14 encuentros de la Liga en su primer año,en que el Real Madrid ganó la Primera División de España 2019-20.
En su tercera temporada 2021-22, gracias a sus buenas actuaciones y sumado a las salidas de Sergio Ramos y Raphaël Varane, se consolidó en la defensa titular junto con David Alaba, coronándose campeón de Liga, Liga de Campeones y Supercopa de España, siendo fundamental en todas las competiciones. Fue de hecho designado como el 33.º jugador más destacados de la temporada europea por el diario Marca.
En 13 de agosto de 2023 en la primera jornada de La Liga frente al Athletic Club de Bilbao, Militão, en un lance de juego se retiró con molestias en la rodilla. Más tarde las pruebas confirmaron la rotura de ligamento cruzado anterior de la rodilla izquierda lo que haría perderse casi toda la temporada 23-24.
El 31 de marzo de 2024, el entrenador Carlo Ancelotti confirmó su vuelta a los terrenos de juego dándole 2 minutos durante el encuentro Real Madrid - Athletic Club.
Durante la temporada 2024-25, tras 3 meses de competición, en un encuentro contra el Osasuna el 9 de noviembre de 2024 sale lesionado nuevamente con rotura de ligamento cruzado, esta vez en la rodilla derecha.

## Selección nacional
En 2015 fue internacional en siete ocasiones con la selección sub-17 brasileña.
El 11 de septiembre de 2018 debutó con la selección de Brasil en un amistoso ante El Salvador.
Participó en la Copa Mundial de Qatar, jugando como lateral en la selección brasileña.

### Partidos con la selección mayor de Brasil
| Partidos internacionales | Partidos internacionales | Partidos internacionales | Partidos internacionales | Partidos internacionales | Partidos internacionales | Partidos internacionales                                         |
| N.º                      | Fecha                    | Ciudad                   | Local                    | Resultado                | Visitante                | Competición                                                      |
| ------------------------ | ------------------------ | ------------------------ | ------------------------ | ------------------------ | ------------------------ | ---------------------------------------------------------------- |
| 1.                       | 11-09-2018               | Landover                 | Brasil                   | (5–0)                    | El Salvador              | Amistoso                                                         |
| 2.                       | 23-03-2019               | Oporto                   | Brasil                   | (1-1)                    | Panamá                   | Amistoso                                                         |
| 3.                       | 05-06-2019               | Brasilia                 | Brasil                   | (2-0)                    | Catar                    | Amistoso                                                         |
| 4.                       | 09-06-2019               | Porto Alegre             | Brasil                   | (7-0)                    | Honduras                 | Amistoso                                                         |
| 5.                       | 07-07-2019               | Rio de Janeiro           | Brasil                   | (3-1)                    | Perú                     | Copa América 2019                                                |
| 6.                       | 10-09-2019               | Los Ángeles              | Brasil                   | (0-1)                    | Perú                     | Amistoso                                                         |
| 7.                       | 15-11-2019               | Riad                     | Brasil                   | (0-1)                    | Argentina                | Amistoso                                                         |
| 8.                       | 19-11-2019               | Abu Dabi                 | Brasil                   | (3-0)                    | Corea del Sur            | Amistoso                                                         |
| 9.                       | 04-06-2021               | Porto Alegre             | Brasil                   | (2-0)                    | Ecuador                  | Clasificación de Conmebol para la Copa Mundial de Fútbol de 2022 |
| 10.                      | 08-06-2021               | Asunción                 | Paraguay                 | (0-2)                    | Brasil                   | Clasificación de Conmebol para la Copa Mundial de Fútbol de 2022 |
| 11.                      | 13-06-2021               | Brasilia                 | Brasil                   | (3-0)                    | Venezuela                | Copa América 2021                                                |
| 12.                      | 17-06-2021               | Rio de Janeiro           | Brasil                   | (4–0)                    | Perú                     | Copa América 2021                                                |
| 13.                      | 27-06-2021               | Recife                   | Brasil                   | (1-1)                    | Ecuador                  | Copa América 2021                                                |
| 14.                      | 02-07-2021               | Rio de Janeiro           | Brasil                   | (1-0)                    | Chile                    | Copa América 2021                                                |
| 15.                      | 05-07-2021               | Rio de Janeiro           | Brasil                   | (1-0)                    | Perú                     | Copa América 2021                                                |
| 16.                      | 02-09-2021               | Santiago                 | Chile                    | (0-1)                    | Brasil                   | Clasificación de Conmebol para la Copa Mundial de Fútbol de 2022 |
| 17.                      | 09-09-2021               | Recife                   | Brasil                   | (2-0)                    | Perú                     | Clasificación de Conmebol para la Copa Mundial de Fútbol de 2022 |
| 18.                      | 10-10-2021               | Barranquilla             | Colombia                 | (0-0)                    | Brasil                   | Clasificación de Conmebol para la Copa Mundial de Fútbol de 2022 |
| 19.                      | 16-11-2021               | San Juan                 | Argentina                | (0-0)                    | Brasil                   | Clasificación de Conmebol para la Copa Mundial de Fútbol de 2022 |
| 20.                      | 27-01-2022               | Quito                    | Ecuador                  | (1-1)                    | Brasil                   | Clasificación de Conmebol para la Copa Mundial de Fútbol de 2022 |
| 21.                      | 29-03-2022               | La Paz                   | Bolivia                  | (0-4)                    | Brasil                   | Clasificación de Conmebol para la Copa Mundial de Fútbol de 2022 |
| 22.                      | 06-06-2022               | Tokio                    | Japón                    | (0-1)                    | Brasil                   | Amistoso                                                         |
| 23.                      | 23-09-2022               | El Havre                 | Brasil                   | (3-0)                    | Ghana                    | Amistoso                                                         |
| 24.                      | 28-11-2022               | Doha                     | Brasil                   | (1-0)                    | Suiza                    | Copa Mundial de 2022                                             |
| 25.                      | 02-12-2022               | Lusail                   | Camerún                  | (1-0)                    | Brasil                   | Copa Mundial de 2022                                             |
| 26.                      | 05-12-2022               | Doha                     | Brasil                   | (4-1)                    | Corea del Sur            | Copa Mundial de 2022                                             |
| 27.                      | 09-12-2022               | Rayán                    | Croacia                  | 1 (4)- (2) 1             | Brasil                   | Copa Mundial de 2022                                             |
| 28.                      | 25-03-2023               | Tánger                   | Marruecos                | (2-1)                    | Brasil                   | Amistoso                                                         |
| 29.                      | 17-06-2023               | Barcelona                | Brasil                   | (4-1)                    | Guinea                   | Amistoso                                                         |
| 30.                      | 20-06-2023               | Lisboa                   | Brasil                   | (2-4)                    | Senegal                  | Amistoso                                                         |

### Participaciones en Copas del Mundo
| Mundial           | Sede  | Resultado        | Partidos | Goles |
| ----------------- | ----- | ---------------- | -------- | ----- |
| Copa Mundial 2022 | Catar | Cuartos de final | 4        | 0     |

### Participaciones en Copa América
| Torneo            | Sede           | Resultado        | Partidos | Goles |
| ----------------- | -------------- | ---------------- | -------- | ----- |
| Copa América 2019 | Brasil         | Campeón          | 1        | 0     |
| Copa América 2021 | Brasil         | Subcampeón       | 5        | 1     |
| Copa América 2024 | Estados Unidos | Cuartos de final | 4        | 0     |

### Participaciones en Eliminatorias a Copas del Mundo
| Eliminatorias                 | Sede       | Resultado | Partidos | Goles | Asist. |
| ----------------------------- | ---------- | --------- | -------- | ----- | ------ |
| Eliminatorias Mundial de 2022 | Sudamérica | 1.º lugar | 8        | 0     | 0      |
| Total                         | Total      | Total     | 8        | 0     | 0      |

### Goles internacionales
| # | Fecha               | Lugar                                                     | Rival   | Gol   | Resultado | Competición       |
| - | ------------------- | --------------------------------------------------------- | ------- | ----- | --------- | ----------------- |
| 1 | 27 de junio de 2021 | Estadio Olímpico Pedro Ludovico Teixeira, Goiânia, Brasil | Ecuador | 1 - 0 | 1 - 1     | Copa América 2021 |
| 2 | 17 de junio de 2023 | RCDE Stadium, Cornellá de Llobregat, España               | Guinea  | 3 - 1 | 4 - 1     | Partido amistoso  |

## Estadísticas

### Clubes
Actualizado al último partido disputado el 9 de noviembre de 2024.
| Club                       | Div.          | Temporada     | Liga  | Liga  | Liga   | Estatal | Estatal | Estatal | Copas nacionales | Copas nacionales | Copas nacionales | Copas internacionales | Copas internacionales | Copas internacionales | Total | Total | Total  |
| Club                       | Div.          | Temporada     | Part. | Goles | Asist. | Part.   | Goles   | Asist.  | Part.            | Goles            | Asist.           | Part.                 | Goles                 | Asist.                | Part. | Goles | Asist. |
| -------------------------- | ------------- | ------------- | ----- | ----- | ------ | ------- | ------- | ------- | ---------------- | ---------------- | ---------------- | --------------------- | --------------------- | --------------------- | ----- | ----- | ------ |
| São Paulo F. C. · Brasil   | 1.ª           | 2016          | 0     | 0     | 0      | 11      | 2       | 0       | 0                | 0                | 0                | —                     | —                     | —                     | 11    | 2     | 0      |
| São Paulo F. C. · Brasil   | 1.ª           | 2017          | 22    | 2     | 0      | 0       | 0       | 0       | 0                | 0                | 0                | —                     | —                     | —                     | 22    | 2     | 0      |
| São Paulo F. C. · Brasil   | 1.ª           | 2018          | 13    | 1     | 1      | 14      | 0       | 1       | 6                | 1                | 0                | 2                     | 0                     | 0                     | 35    | 2     | 2      |
| São Paulo F. C. · Brasil   | Total club    | Total club    | 35    | 3     | 1      | 25      | 2       | 1       | 6                | 1                | 0                | 2                     | 0                     | 0                     | 68    | 6     | 2      |
| F. C. Porto Portugal       | 1.ª           | 2018-19       | 29    | 3     | 4      | —       | —       | —       | 9                | 0                | 0                | 9                     | 2                     | 0                     | 47    | 5     | 4      |
| F. C. Porto Portugal       | Total club    | Total club    | 29    | 3     | 4      | 0       | 0       | 0       | 9                | 0                | 0                | 9                     | 2                     | 0                     | 47    | 5     | 4      |
| Real Madrid C. F. · España | 1.ª           | 2019-20       | 15    | 0     | 0      | —       | —       | —       | 2                | 0                | 0                | 3                     | 0                     | 0                     | 20    | 0     | 0      |
| Real Madrid C. F. · España | 1.ª           | 2020-21       | 14    | 1     | 0      | —       | —       | —       | 1                | 1                | 0                | 6                     | 0                     | 1                     | 21    | 2     | 1      |
| Real Madrid C. F. · España | 1.ª           | 2021-22       | 34    | 1     | 3      | —       | —       | —       | 4                | 1                | 0                | 12                    | 0                     | 0                     | 50    | 2     | 3      |
| Real Madrid C. F. · España | 1.ª           | 2022-23       | 33    | 5     | 1      | —       | —       | —       | 8                | 1                | 0                | 10                    | 1                     | 0                     | 51    | 7     | 1      |
| Real Madrid C. F. · España | 1.ª           | 2023-24       | 10    | 0     | 0      | —       | —       | —       | 0                | 0                | 0                | 3                     | 0                     | 0                     | 13    | 0     | 0      |
| Real Madrid C. F. · España | 1.ª           | 2024-25       | 12    | 1     | 1      | —       | —       | —       | 0                | 0                | 0                | 5                     | 0                     | 0                     | 17    | 1     | 1      |
| Real Madrid C. F. · España | Total club    | Total club    | 118   | 8     | 5      | 0       | 0       | 0       | 15               | 3                | 0                | 39                    | 1                     | 1                     | 172   | 12    | 6      |
| Total carrera              | Total carrera | Total carrera | 182   | 14    | 10     | 25      | 2       | 1       | 31               | 4                | 0                | 49                    | 3                     | 1                     | 287   | 23    | 12     |

### Participaciones en Mundiales de Clubes de la FIFA
| Torneo                                 | Sede      | Club        | Resultado | Partidos | Goles |
| -------------------------------------- | --------- | ----------- | --------- | -------- | ----- |
| Copa Mundial de Clubes de la FIFA 2022 | Marruecos | Real Madrid | Campeón   | 2        | 0     |

## Palmarés

### Títulos nacionales
| Título              | Club              | Año  |
| ------------------- | ----------------- | ---- |
| Supercopa de España | Real Madrid C. F. | 2020 |
| Campeonato de Liga  | Real Madrid C. F. | 2020 |
| Supercopa           | Real Madrid C. F. | 2022 |
| Campeonato de Liga  | Real Madrid C. F. | 2022 |
| Copa                | Real Madrid C. F. | 2023 |
| Supercopa de España | Real Madrid C. F. | 2024 |
| Campeonato de Liga  | Real Madrid C. F. | 2024 |

### Títulos internacionales
(*) Incluyendo la selección.
| Título                           | Equipo (*)        | Año  |
| -------------------------------- | ----------------- | ---- |
| Copa América                     | Brasil            | 2019 |
| Liga de Campeones                | Real Madrid C. F. | 2022 |
| Supercopa de Europa              | Real Madrid C. F. | 2022 |
| Mundial de Clubes                | Real Madrid C. F. | 2022 |
| Liga de Campeones                | Real Madrid C. F. | 2024 |
| Supercopa de Europa              | Real Madrid C. F. | 2024 |
| Copa Intercontinental de la FIFA | Real Madrid C. F. | 2024 |

### Distinciones individuales
| Distinción                                                      | Año     |
| --------------------------------------------------------------- | ------- |
| Equipo del año de la Primeira Liga                              | 2018-19 |
| Premio al juego limpio de la Primeira Liga                      | 2018-19 |
| Parte de los 100 mejores jugadores del mundo según The Guardian | 2022    |